# تشاك ووكر
تشاك ووكر (بالإنجليزية: Chuck Walker)‏ هو لاعب كرة قدم أمريكية أمريكي، ولد في 10 أغسطس 1941 في يونيونتاون في الولايات المتحدة.

## وصلات خارجية
- تشاك ووكر على موقع مرجع كرة القدم المحترفة.كوم (الإنجليزية)